# Морски копър
Морският копър (Crithmum maritimum) е растение от семейство Сенникови, единствен представител на рода Crithmum.
Видът е разпространен по Атлантическото крайбрежие на Европа, Средиземноморието, Черноморието и Макаронезия. Вирее по крайбрежни камъни и скали. Ядивен вид.

## Описание
Морският копър е многогодишно тревисто растение. Стеблото му високо 20 – 50 cm и се разклонява в горната си част. Листата са перести, голи, с тънък хрущялен ръб. Обвивката на сложния сенник има между 6 и 8 листчета. Сенниците имат по 20 – 50 цвята. Венчелистчетата са жълто-зелени и голи. Цветовете са жълтеникави на цвят Плодовете се елипсовидни. Растението се размножава със семена.
Видът е застрашен и е включен в Червената книга на България.